# Lukas Hässig
Simon Lukas Hässig (* 29. Juli 1964) ist ein Schweizer Wirtschaftsjournalist, Autor und Herausgeber der Finanzwebsite Inside Paradeplatz.

## Leben
Hässig absolvierte von 1980 bis 1983 eine KV-Lehre bei der Schweizerischen Nationalbank und von 1987 bis 1990 die Höhere Wirtschafts- und Verwaltungsschule. Ab 1991 war er unter anderem für Radio 24, Finanz und Wirtschaft, SonntagsZeitung, Facts, Bilanz und Die Weltwoche sowie als Kommunikationschef des Flughafens Zürich tätig. 
Seit 2006 ist er als freischaffender Journalist und Betreiber der Finanzwebsite Inside Paradeplatz tätig. Der Namen stammt daher, dass am oder um den Zürcher Paradeplatz zahlreiche Banken angesiedelt sind.
Hässig ist verheiratet, hat fünf Kinder und wohnt in Zürich.

## Journalismus
Das von Hässig und Gastautoren betriebene Finanzportal Inside Paradeplatz behandelt vor allem Interna aus der Schweizer Finanzbranche und wird von deren Angestellten daher oft gelesen. Die UBS liess unter der Führung von Sergio Ermotti 2018 den Zugang zum Portal auf den Firmencomputern sperren, weil es sich dabei wegen der ungefilterten Kommentare um in der UBS verbotene Social Media handle.
Der Tages-Anzeiger schrieb 2013 in einem Porträt, dass Hässig in früheren Jahren in der Medienbranche lange als «Thesenjournalist» mit unterdurchschnittlicher Trefferquote galt. 2013 deckte Hässig auf, dass Novartis-Verwaltungsratspräsident Daniel Vasella bei seinem Abgang mit 12 Millionen Franken pro Jahr über sechs Jahre, total 72 Millionen Franken, für die Beachtung eines Konkurrenzverbots entschädigt werden sollte. Als Folge der grossen öffentlichen Empörung über diese Zahlung verzichteten Vasella und Novartis später darauf.
Aufgrund fehlerhafter Berichterstattung stellte die Handelszeitung, die grösste Schweizer Wirtschaftszeitung, die Zusammenarbeit mit Hässig ein. Andere Journalisten kritisieren Hässigs zweifelhafte Methoden und werfen ihm mangelhafte Berichterstattung und pseudokritischen Alarmismus vor. Die Credit Suisse verklagte Hässig wegen Wettbewerbsschädigung und verletzter Persönlichkeitsrechte, und auch die Bank Julius Bär und die Falcon Private Bank leiteten rechtliche Schritte gegen ihn ein.

### Preise und Nominationen
- Wirtschaftsbuchpreis 2009 der Handelszeitung/getAbstract für das Buch Der UBS-Crash – Wie eine Grossbank Milliarden verspielte[9]
- Nomination für den Deutschen Wirtschaftsbuchpreis 2009 des Handelsblatts für das Buch Der UBS-Crash – Wie eine Grossbank Milliarden verspielte[10]
- Preis für unabhängigen Journalismus 2010 der Freien Berufsjournalistinnen und -journalisten Zürich FBZ[11] für den Artikel «Verschwörung gegen die USA»
- 2013: Rechercheur des Jahres, Fachzeitschrift Schweizer Journalist
- 2017: Wirtschaftsjournalist des Jahres, Fachzeitschrift Schweizer Journalist[12]
- 2018: Journalist des Jahres und Wirtschaftsjournalist des Jahres, Fachzeitschrift Schweizer Journalist[13]

## Werke
- Paradies Perdu – Vom Ende des Schweizer Bankgeheimnisses. Hamburg: Hoffmann und Campe, April 2010. ISBN 978-3-455-50155-1.
- Der UBS-Crash – Wie eine Grossbank Milliarden verspielte. Hamburg: Hoffmann und Campe, Februar 2009. ISBN 978-3-455-50115-5.
- Maerki Baumann & Co. AG – Geschichte einer Zürcher Privatbank von 1932–2007. Jubiläumsschrift. Zürich: Maerki Baumann & Co., Februar 2008. ISBN 978-3-033-01537-1.
- Kloten-Clan – Hintergründe und Verantwortliche der Zürcher Airport-Wirren. Zürich: Werd-Verlag, September 2003. ISBN 978-3-85932-450-3.